# Touring Car Trophy 2019
La stagione 2019 del Touring Car Trophy è la prima edizione del campionato organizzato dalla Maximum Motorsport. Al campionato è stato anche aggregato il TCR UK Touring Car Championship, rappresentato nella classe TCR. È iniziata l'11 maggio a Oulton Park ed è terminata il 20 ottobre a Donington Park. Henry Neal, su Honda Civic Type R, si è aggiudicato il titolo piloti, mentre James Turkington, su CUPRA TCR, si è aggiudicato il titolo piloti con vetture TCR.

## Scuderie e piloti
| Scuderia                   | Vettura                  | #           | Pilota           | Gare        |
| Classe NGTC                | Classe NGTC              | Classe NGTC | Classe NGTC      | Classe NGTC |
| -------------------------- | ------------------------ | ----------- | ---------------- | ----------- |
| Team Dynamics              | Honda Civic Type R (FK8) | 25          | Will Neal        | 5           |
| Team Dynamics              | Honda Civic Type R (FK2) | 42          | Henry Neal       | 1-5         |
| Team HARD                  | Volkswagen CC            | 34          | Josh Coggan      | 5           |
| Team HARD                  | Volkswagen CC            | 35          | Darren Lewis     | 5           |
| Team HARD                  | Volkswagen CC            | 42          | Paul Taylor      | 5           |
| Power Maxed Racing         | Vauxhall Astra           | 95          | Stewart Lines    | 5           |
| HMS Racing                 | Audi A4                  | 101         | Alex Day         | 1-4         |
| Classe TCR                 |                          |             |                  |             |
| HSG Motorsport             | CUPRA TCR                | 4           | Richard Woods    | 3           |
| Wolf-Power Racing          | Renault Mégane R.S. TCR  | 5           | Alex Morgan      | 5           |
| Teamwork Huff Motorsport   | Volkswagen Golf GTI TCR  | 12          | Sunny Wong       | 1, 3        |
| Maximum Motorsport         | CUPRA TCR                | 18          | Mark Wakefield   | 2           |
| Maximum Motorsport         | CUPRA TCR                | 32          | Oliver Taylor    | 1           |
| Maximum Motorsport         | CUPRA TCR                | 95          | Stewart Lines    | 4           |
| Ciceley Motorsport         | CUPRA TCR                | 33          | Adam Morgan      | 5           |
| Ciceley Motorsport         | CUPRA TCR                | 61          | James Turkington | 2-5         |
| Essex & Kent Motorsport    | Hyundai i30 N TCR        | 38          | Lewis Kent       | 1-5         |
| Fox Motorsport             | Honda Civic TCR          | 40          | Nick Halstead    | 2, 4-5      |
| Endurance Financial Racing | CUPRA TCR                | 45          | Carl Swift       | 1-2         |
| DW Racing                  | Vauxhall Astra TCR       | 50          | Darelle Wilson   | 1-5         |
| DAT Racing                 | SEAT León TCR            | 99          | Guy Colclough    | 1           |
| DAT Racing                 | SEAT León TCR            | 99          | Max Coates       | 2           |
| Classe S2000               |                          |             |                  |             |
| HSG Motorsport             | Ford Focus S2000 TC      | 4           | Richard Woods    | 5           |
| Ciceley Motorsport         | SEAT León Supercopa      | 61          | James Turkington | 1           |

## Calendario
| Gara | Gara | Circuito                      | Data       |
| ---- | ---- | ----------------------------- | ---------- |
| 1    | G1   | Circuito di Oulton Park       | 11 maggio  |
| 1    | G2   | Circuito di Oulton Park       | 11 maggio  |
| NC   | NC   | Circuito di Spa-Francorchamps | 6 giugno   |
| 2    | G3   | Circuito di Donington Park    | 23 giugno  |
| 2    | G4   | Circuito di Donington Park    | 23 giugno  |
| 3    | G5   | Circuito di Croft             | 7 luglio   |
| 3    | G6   | Circuito di Croft             | 7 luglio   |
| 4    | G7   | Circuito di Brands Hatch      | 28 luglio  |
| 4    | G8   | Circuito di Brands Hatch      | 28 luglio  |
| 5    | G9   | Circuito di Donington Park    | 20 ottobre |
| 5    | G10  | Circuito di Donington Park    | 20 ottobre |

## Risultati e classifiche

### Gare
| Gara | Circuito          | Pole position | Giro veloce   | Pilota vincitore | Scuderia vincitrice        |
| ---- | ----------------- | ------------- | ------------- | ---------------- | -------------------------- |
| 1    | Oulton Park       | Henry Neal    | Oliver Taylor | Carl Swift       | Endurance Financial Racing |
| 2    | Oulton Park       |               | Henry Neal    | Oliver Taylor    | Maximum Motorsport         |
| NC   | Spa-Francorchamps | Gilles Magnus | Lewis Kent    | Lewis Kent       | Essex & Kent Motorsport    |
| 3    | Donington Park    | Lewis Kent    | Lewis Kent    | Max Coates       | DAT Racing                 |
| 4    | Donington Park    |               | Lewis Kent    | Max Coates       | DAT Racing                 |
| 5    | Croft             | Lewis Kent    | Henry Neal    | Lewis Kent       | Essex & Kent Motorsport    |
| 6    | Croft             |               | Lewis Kent    | Lewis Kent       | Essex & Kent Motorsport    |
| 7    | Brands Hatch      | Nick Halstead | Henry Neal    | Henry Neal       | Team Dynamics              |
| 8    | Brands Hatch      |               | Lewis Kent    | James Turkington | Ciceley Motorsport         |
| 9    | Donington Park    | Henry Neal    | Darren Lewis  | Adam Morgan      | Ciceley Motorsport         |
| 10   | Donington Park    |               | Henry Neal    | Henry Neal       | Team Dynamics              |

## Classifiche

### Classifica piloti
| Pos. | Pilota           | OUL | OUL | DON | DON | CRO | CRO | BHI | BHI | DON | DON | Punti |
| ---- | ---------------- | --- | --- | --- | --- | --- | --- | --- | --- | --- | --- | ----- |
| 1    | Henry Neal       | SQ  | 2   | 4   | 2   | 2   | Rit | 1   | 3   | 6   | 1   | 366   |
| 2    | James Turkington | 4   | 4   | 5   | 3   | 3   | 2   | 2   | 1   | 8   | 7   | 364   |
| 3    | Lewis Kent       | NP  | NP  | 2   | Rit | 1   | 1   | 6   | 2   | 3   | 3   | 286   |
| 4    | Darelle Wilson   | NP  | NP  | 7   | 5   | 5   | 3   | 7   | 7   | 7   | 5   | 260   |
| 5    | Nick Halstead    |     |     | 6   | 6   |     |     | 3   | 6   | 10  | 10  | 184   |
| 6    | Alex Day         | 2   | Rit | NC  | 7   | 4   | Rit | 5   | 4   |     |     | 176   |
| 7    | Stewart Lines    |     |     |     |     |     |     | 4   | 5   | 11  | 12  | 112   |
| 8    | Max Coates       |     |     | 1   | 1   |     |     |     |     |     |     | 88    |
| 9    | Adam Morgan      |     |     |     |     |     |     |     |     | 1   | 2   | 84    |
| 10   | Carl Swift       | 1   | 3   |     |     |     |     |     |     |     |     | 82    |
| 11   | Richard Woods    |     |     |     |     | Rit | 4   |     |     | 9   | 13  | 80    |
| 12   | Alex Morgan      |     |     |     |     |     |     |     |     | 2   | 4   | 76    |
| 13   | Mark Wakefield   |     |     | 3   | 4   |     |     |     |     |     |     | 74    |
| 14   | Sunny Wong       | 3   | 5   |     |     | Rit | Rit |     |     |     |     | 72    |
| 15   | Guy Colclough    | 5   | 6   |     |     |     |     |     |     |     |     | 66    |
| 16   | Darren Lewis     |     |     |     |     |     |     |     |     | 4   | 9   | 64    |
| 17   | Josh Coggan      |     |     |     |     |     |     |     |     | 5   | 8   | 62    |
| 18   | Will Neal        |     |     |     |     |     |     |     |     | 12  | 6   | 52    |
| 19   | Oliver Taylor    | Rit | 1   |     |     |     |     |     |     |     |     | 46    |
| 20   | Paul Taylor      |     |     |     |     |     |     |     |     | SQ  | 11  | 22    |
| Pos. | Pilota           | OUL | OUL | DON | DON | CRO | CRO | BHI | BHI | DON | DON | Punti |

| Colore  | Risultato             |
| ------- | --------------------- |
| Oro     | Vincitore             |
| Argento | 2º posto              |
| Bronzo  | 3º posto              |
| Verde   | Finito a punti        |
| Blu     | Finito senza punti    |
| Viola   | Ritirato (Rit)        |
| Viola   | Non classificato (NC) |
| Rosso   | Non qualificato (NQ)  |
| Nero    | Squalificato (SQ)     |
| Bianco  | Non partito (NP)      |
| Bianco  | Non ha gareggiato     |
| Bianco  | Infortunato (INF)     |
| Bianco  | Escluso (ES)          |
| Bianco  | Gara cancellata (C)   |

### Classifica piloti TCR
| Pos. | Pilota           | OUL | OUL | DON | DON | CRO | CRO | BHI | BHI | DON | DON | Punti |
| ---- | ---------------- | --- | --- | --- | --- | --- | --- | --- | --- | --- | --- | ----- |
| 1    | James Turkington |     |     | 5   | 3   | 3   | 2   | 2   | 1   | 8   | 7   | 156   |
| 2    | Lewis Kent       | NP  | NP  | 2   | Rit | 1   | 1   | 6   | 2   | 3   | 3   | 150   |
| 3    | Darelle Wilson   | NP  | NP  | 7   | 5   | 5   | 3   | 7   | 7   | 7   | 5   | 105   |
| 4    | Nick Halstead    |     |     | 6   | 6   |     |     | 3   | 6   | 10  | 10  | 76    |
| 5    | Carl Swift       | 1   | 3   |     |     |     |     |     |     |     |     | 47    |
| 6    | Adam Morgan      |     |     |     |     |     |     |     |     | 1   | 2   | 43    |
| 7    | Sunny Wong       | 3   | 5   |     |     | Rit | Rit |     |     |     |     | 39    |
| 8    | Mark Wakefield   |     |     | 3   | 4   |     |     |     |     |     |     | 38    |
| 9    | Stewart Lines    |     |     |     |     |     |     | 4   | 5   |     |     | 34    |
| 10   | Alex Morgan      |     |     |     |     |     |     |     |     | 2   | 4   | 33    |
| 11   | Oliver Taylor    | Rit | 1   |     |     |     |     |     |     |     |     | 30    |
| 12   | Richard Woods    |     |     |     |     | Rit | 4   |     |     |     |     | 14    |
| Pos. | Pilota           | OUL | OUL | DON | DON | CRO | CRO | BHI | BHI | DON | DON | Punti |

| Colore  | Risultato             |
| ------- | --------------------- |
| Oro     | Vincitore             |
| Argento | 2º posto              |
| Bronzo  | 3º posto              |
| Verde   | Finito a punti        |
| Blu     | Finito senza punti    |
| Viola   | Ritirato (Rit)        |
| Viola   | Non classificato (NC) |
| Rosso   | Non qualificato (NQ)  |
| Nero    | Squalificato (SQ)     |
| Bianco  | Non partito (NP)      |
| Bianco  | Non ha gareggiato     |
| Bianco  | Infortunato (INF)     |
| Bianco  | Escluso (ES)          |
| Bianco  | Gara cancellata (C)   |